# ميلتون نونيز (ملاكم)
ميلتون نونيز (بالإسبانية: Milton Núñez)‏ (25 سبتمبر 1987 ببارانكيا في كولومبيا - ) هو ملاكم كولومبي، صنّف ضمن فئة الوزن المتوسط.

## إحصائيات
خاض خلال مسيرته 53 نزالا، فاز في 34 وتعادل في 1 وخسر في 18. فاز بالضربة القاضية في 30 نزالا.

## روابط خارجية
- ميلتون نونيز على موقع بوكس ريك (الإنجليزية) (registration required)